# Monte Spinarda
El Monte Spinarda es una montaña de los Alpes Ligures que mide 1.357 m s. n. m.

## Geografía

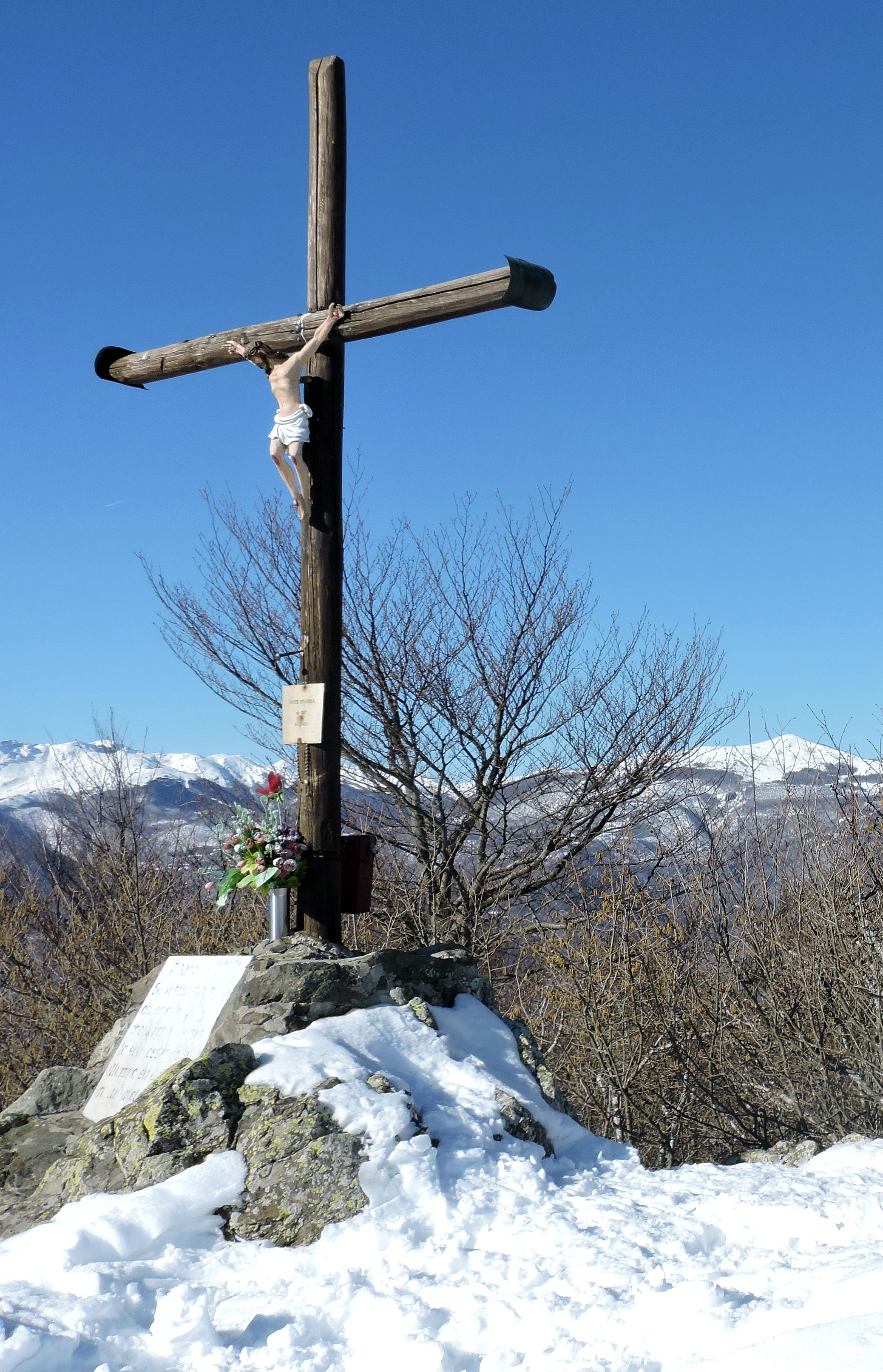
La cruz en la cima

La montaña se encuentra entre la provincia de Savona (Liguria) y provincia de Cuneo (Piamonte), muy cerca de la divisoria de aguas entre el Valle del Río Tanaro (norte) y el Valle del Río Bormida (sur).
Según la clasificación SOIUSA, el Monte Spinarda pertenece:
- Gran parte: Alpes occidentales
- Gran sector: Alpes del sudoeste
- Sección: Alpes Ligures
- Subsección: Prealpes Ligures
- Supergrupo: Cadena Settepani-Carmo-Armetta
- Grupo: Grupo del Monte Carmo
- Subgrupo: Dorsale Spinarda-Sotta
- Código: I/A-1.I-A.2.b

Cerca de la cima de la montaña hay una cruz de la cumbre.

## Ascenso a la cima
Escalar el Monte Spinarda es muy fácil, y se puede partir o desde el Colle del Quazzo o desde el pueblo de Calizzano.

## Protección de la naturaleza
El lado ligure del Monte Spinarda pertenece al Lugar de Importancia Comunitaria “Monte Spinarda - Rio Nero” (Código IT1323014).